# Binalbagan
Binalbagan è una municipalità di seconda classe delle Filippine, situata nella Provincia di Negros Occidental, nella regione di Visayas Occidentale.
Binalbagan è formata da 16 baranggay:
- Amontay
- Bagroy
- Bi-ao
- Canmoros (Pob.)
- Enclaro
- Marina (Pob.)
- Paglaum (Pob.)
- Payao
- Progreso (Pob.)
- San Jose
- San Juan (Pob.)
- San Pedro (Pob.)
- San Teodoro (Pob.)
- San Vicente (Pob.)
- Santo Rosario (Pob.)
- Santol